# Promachus conradti
Promachus conradti är en tvåvingeart som först beskrevs av Hobby 1936.  Promachus conradti ingår i släktet Promachus och familjen rovflugor. Inga underarter finns listade i Catalogue of Life.